# アルベルト・レオ・シュラゲーター

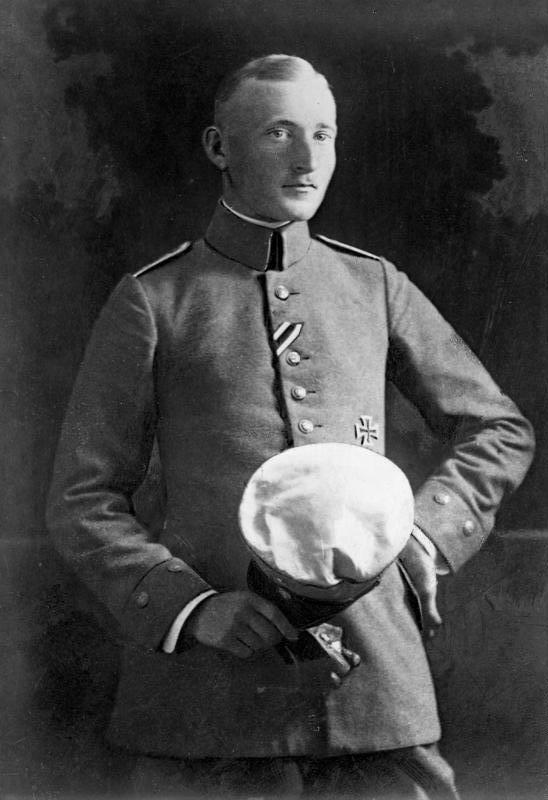
1918年に撮影。

アルベルト・レオ・シュラゲーター（ドイツ語:Albert Leo Schlageter、1894年8月12日 - 1923年5月26日）は、旧ドイツ帝国陸軍の士官、ナチ党員。

## 概要
第一次世界大戦が勃発後、彼は志願従軍をし、「第二次イーペル会戦」、「ソンムの戦い」及び「ヴェルダンの戦い」などの重要な戦役に参戦した。
戦争後にシュラゲーターはドイツ義勇軍に加入。1920年に「カップ一揆」に参加。同年に「ルール蜂起」が起こった際に、彼はドイツ義勇軍と共にそれを弾圧した。
1923年にフランス軍がルール占領後、フランス占領軍に対抗するため、シュラゲーターは民族主義者から組織された武装部隊を率い、鉄道破壊を行い、フランス軍の列車を脱線させたり、転覆させたりしたことは何度もあった。その後、シュラゲーターの動向を把握したフランス軍は1923年4月7日に彼を逮捕し、軍事裁判所に引き渡した。5月7日にシュラゲーターは死刑判決を言い渡され、5月26日にデュッセルドルフの近くで処刑された。

## 死後
ナチス政権が誕生後、シュラゲーターは烈士と見なされ、彼の名前で軍艦と軍団に命名されたり、また、記念碑が立てられたりして、ドイツの国家英雄として祭り上げられていた。「シュラゲーター歩兵師団（英語: Infantry Division Schlageter）」
第二次世界大戦の1945年5月にドイツが敗戦。その後、非ナチ化の一環として、各地で立てられていたシュラゲーターの記念碑が相次いて撤去されたが、バイエルン州の行政市町であるリングライ（英語: Ringelai）で立てられていた記念碑が1977年まで残されていたという